# 袁祕
袁祕，字永寧，汝南汝陽人，東漢政治人物。袁忠之子。袁祕擔任汝南郡門下議生。黃巾起義爆發後，袁祕跟隨汝南太守趙謙前去鎮壓，結果戰敗，袁祕與功曹封觀、主簿陳端、門下督范仲禮、賊曹劉偉德、主記史丁子嗣、記室史張仲然等七人為了保衛趙謙戰死，趙謙也因此得以倖存。漢靈帝為了表彰他們下詔將袁祕等人家鄉的門閭起名為「七賢」。